# Krzyżewo-Marki
Krzyżewo-Marki – wieś sołecka w Polsce położona w województwie mazowieckim, w powiecie makowskim, w gminie Czerwonka.
Wieś szlachecka położona była w drugiej połowie XVI wieku w powiecie makowskim ziemi różańskiej. W latach 1954–1961 wieś należała i była siedzibą władz gromady Krzyżewo-Marki, po jej zniesieniu w gromadzie Czerwonka. W latach 1975–1998 miejscowość administracyjnie należała do województwa ostrołęckiego.
Wierni Kościoła rzymskokatolickiego należą do parafii św. Stanisława w Płoniawach-Bramurze.